# Aline Roulland
Aline Roulland, née le 15 juillet 1992, est une joueuse de kayak-polo internationale française.
Elle participe au championnat de France N1F dans l'équipe de Acigné N1F pour le Canoë Kayak Club Acigné.

## Sélections
Sélections en équipe de France senior
- Jeux mondiaux de 2022 : Médaille d'or
- Championnats d'Europe 2019 : 4e
- Championnats du Monde 2018 : 4e
- Championnats d'Europe 2017 : Médaille d'argent
- Jeux mondiaux de 2017 : Médaille d'argent